# Giovanni Giacometti
Giovanni Giacometti (Stampa, 1868 - 1933), pintor postimpresionista Suís, pare d'Alberto Giacometti. Fill d'Alberto i Caterina Ottilia Santi, des de petit va mostrar bones aptituds per al dibuix. Per això el 1886, amb divuit anys, decideix traslladar-se a Múnic per a iniciar els seus estudis en l'Escola d'Arts Decoratives. Allí coneixerà el que serà el seu gran amic, el pintor fauvista Cuno Amiet.
Posteriorment, i després de conèixer l'impressionisme, viatjarà a França, on continua formant-se en l'Académie Julian per dos anys. El 1891 regressa a Stampa. Les seves inquietuds, no obstant això, no trigaran a empènyer-lo novament a l'aventura. Marxa a Itàlia, on visita Roma i Nàpols. Els seus primers èxits no arriben fins a 1900, quan exposa a Zúric amb Amiet i Holder. El mateix any contreu matrimoni amb Anette. D'aquesta unió naixerà el seu fill Alberto, el 1901, seguit per Diego (1902), Ottilia (1903) i Bruno (1907), sent aquesta la seva etapa de major plenitud, tant en el camp personal com en l'artístic.
Entre 1901 i 1912 participa, en la Kunstausstellung (Exposició d'art) de Múnic i en la Kunstlerhaus (Casa dels artistes) de Zúric, així com en una exposició dels pintors del grup Die Brücke a Dresden. En aquests anys té com un dels seus deixebles al pintor argentí Raúl Mazza. Després de la Primera Guerra Mundial, però, la seva carrera artística passarà a ocupar un segon pla.